# Nehounia ben Haqana
Nehounia ben Haqana (hébreu : רבי נחוניה בן הקנה Rabbi Nehounya Haqana) est un docteur de la Mishna de la seconde génération, mort peu avant la destruction du second temple de Jérusalem. Peu présent dans la Mishna et les Talmudim, il apparaît en revanche comme l’une des figures de premier plan du mysticisme juif. Outre le poème Ana bekoa’h, on lui attribue le Sefer HaBahir et d’autres ouvrages kabbalistiques,.

## Éléments biographiques
D’après le Talmud de Babylone (Baba Batra 10b), il apparaît être contemporain de Yohanan ben Zakkaï mais non son disciple. Son nom indiquerait selon certains son appartenance au mouvement des Qanaïm (Zélotes),.